# Herb gminy Stryszów
Herb gminy Stryszów – jeden z symboli gminy Stryszów, autorstwa Włodzimierza Chorązkiego i Krzysztofa Olszaka, ustanowiony 28 października 2004.

## Wygląd i symbolika
Herb przedstawia na tarczy koloru czerwonego na złotym wzgórzu złotą lipę (nawiązanie do przyrody i położenia geograficznego gminy), po lewej stronie skrzyżowane: złoto-srebrny młotek i siekiera (pochodzące z pieczęci Stryszowa), natomiast po prawej stronie klęcząca postać św. Onufrego. 